# Gonospira bourguignati
Gonospira bourguignati је пуж из реда Stylommatophora и фамилије Streptaxidae.

## Угроженост
Ова врста је на нижем степену опасности од изумирања, и сматра се скоро угроженим таксоном.

## Распрострањење
Ареал врсте је ограничен на острво Реинион.